# Fallon (Nevada)
Fallon é a única cidade localizada no estado americano de Nevada, no condado de Churchill, do qual é sede.

## Geografia
De acordo com o United States Census Bureau, a cidade tem uma área de 9,4 km², onde 9,4 km² estão cobertos por terra e 0,05 km² por água.

### Localidades na vizinhança
O diagrama seguinte representa as localidades num raio de 48 km ao redor de Fallon.

## Demografia
Segundo o censo nacional de 2010, a sua população é de 8 606 habitantes e sua densidade populacional é de 915,4 hab/km². É a quarta cidade mais densamente povoada do estado. Possui 3 979 residências, que resulta em uma densidade de 423,2 residências/km².